# Наварро, Дэйв
Дэвид (Дэйв) Майкл Наварро (англ. David Michael "Dave" Navarro; 7 июня 1967, Санта-Моника) — американский гитарист, наиболее известен как участник рок-группы Jane's Addiction. Он также играл в группах: Red Hot Chili Peppers, Nine Inch Nails, Deconstruction и The Panic Channel.

## Биография

### Детство и юность
Наварро родился в Санта-Монике (штат Калифорния), в семье Джеймса Раулья Наварро и Констанции Коллин Хопкинс. Его дед по отцовской линии был незаконным мексиканским иммигрантом. Его мать Констанция работала моделью, выступая в телевизионном шоу Let’s Make a Deal. Наварро был единственным в отцовской семье, кто не говорил по-испански, причиной этому был развод его родителей — Дэйву тогда было семь лет, и большую часть времени он проводил со своей матерью. Он посещал среднюю школу Notre Dame High School в городке Sherman Oaks (Калифорния). Позднее он был переведен в среднюю школу университета Лос-Анджелеса.
Констанция Наварро была убита её бойфрендом через восемь лет после развода. Её убийца был арестован в 1991 году, благодаря помощи зрителей, после того как сюжет про Констанцию появился в телевизионной передаче America’s Most Wanted. После смерти матери Дэйв переехал к отцу.
Дэйв начал играть на гитаре в возрасте семи лет, услышав песню Джими Хендрикса в скейт-парке, он рассказывает об этом на своем учебном DVD Instructional Guitar.

### Личная жизнь
Наварро был женат три раза. Он женился на своей первой жене, гримерше Тане Годдард (англ. Tania Goddard) в 1990 году, у них была языческая церемония бракосочетания; 15 октября 1994 года он женился во второй раз, на Риан Гиттинс (англ. Rhian Gittins), обручившись с ней на гражданской свадебной церемонии. 22 ноября 2003 года, Наварро женился на модели и актрисе Кармен Электре. 17 июля 2006 года, Наварро и Электра объявили о разрыве отношений, через журнал Star Magazine. Наварро разместил сообщение в своем блоге на следующее утро: «Я просто хочу сказать спасибо за всю вашу любовь и поддержку. Уверен, вы сможете меня понять, я хочу сохранить все свои личные дела конфиденциальными». (англ. «I just want to say thanks for all of your love and support. I'm sure that you can understand that I wish to keep all personal matters private»). Электра подала на развод 10 августа 2006 года, они окончательно развелись 20 февраля 2007 года.

## Карьера

### 1986—1993
Наварро стал гитаристом группы Jane's Addiction в 1986 году, после того как он был рекомендован фронтмену Перри Фарреллу барабанщиком Стивеном Перкинсом. Бас-гитаристом группы был Эрик Эвери, друг детства Наварро. Группа была одним из пионеров альтернативного рока, и добилась успеха и популярности на музыкальной сцене Лос-Анджелеса. Однако, личная напряженность между участниками, привела к распаду группы, в 1991 году. Фестиваль Lollapalooza был создан Фарреллом в качестве прощального тура для Jane’s Addiction.
Когда Иззи Стрэдлин покинул группу Guns N' Roses, в августе 1991 года, Наварро был первоначальным вариантом солиста Эксла Роуза на место ритм-гитариста. Однако, несмотря на четыре попытки свести его поиграть с Слэшем, он ни разу не явился. Тем не менее, он играл вместе с Guns N' Roses на песне «Oh My God», которая вошла в саундтрек фильма «Конец света», в 1999 году. В 1993 году Наварро формирует группу Deconstruction с Майклом Мёрфи (англ. Michael Murphy) на барабанах и Эриком Эвери, в качестве бас-гитариста и вокалиста; группа выпустила один одноимённый альбом в 1994 году. Продюсером записи был Рик Рубин, Гибби Хайнс (англ. Gibby Haynes), вокалист Butthole Surfers, появился в качестве гостя на альбоме. Они не стали организовывать турне в поддержку альбома из-за морального истощения Эвери, вызванного предыдущими гастролями уходом из Jane's Addiction.

### 1993—1998
Наварро присоединился к группе Red Hot Chili Peppers в сентябре 1993 года. Его первое выступление с группой произошло на фестивале Woodstock '94, там же выступали его бывшие коллеги, Перри Фаррелл и Стивен Перкинс, со своей новой группой Porno for Pyros. Изданный в 1995 году, альбом One Hot Minute является единственной пластинкой группы, в записи которой участвовал Наварро. Альбом стал коммерческим провалом, но был хорошо принят фанатами и получил смешанные отзывы критиков, несмотря на выпуск трех синглов. После двух лет гастролей и перерывов в творчестве группы и его возвращения к героиновой наркозависимости, Наварро был уволен в 1998 году.

### 2001—2005
Альбом, названный «Trust No One», стал сольным дебютом Наварро, и был издан летом 2001 года. В 2002 году Перри Фаррелл возродил группу Jane’s Addiction, с новым басистом Крисом Чейни, и они начали работу над новым материалом. Группа приступила к записи с ветераном рок-продюсерования Бобом Эзрином, в результате чего появился альбом «Strays», также они провели тур в поддержку альбома и выступили на возрожденном фестивале Lollapalooza.
В то же время, Наварро начал работать с кавер-группой Camp Freddy. В 2003 году Дэйв и его невеста Кармен Электра, согласились на съемку подготовки к их свадьбе, для MTV-шоу «Til Death Do Us Part». Camp Freddy играли на приеме. Шоу прошло с большим успехом и был выпущен на DVD в 2005 году. Книга Дэйва «Не пытайтесь повторить это дома» (Don’t Try This At Home) была выпущена 5 октября 2004 года, и быстро стала «бестселлером» Los Angeles Times.

### 2006—2009

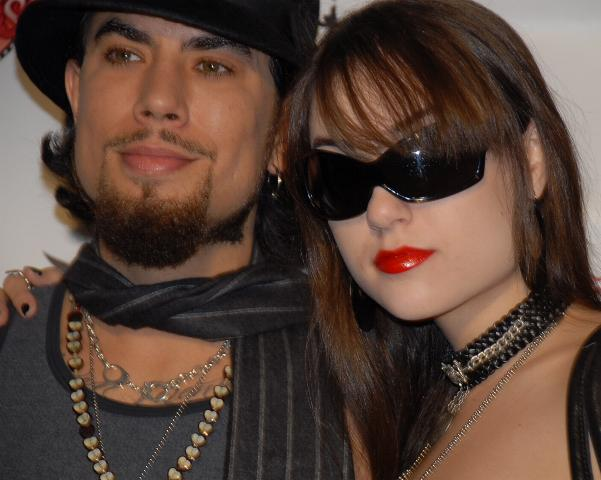
Дэйв Наварро и Саша Грей, на церемонии AVN Awards

Вместе с Марком Бернеттом Дэйв был соорганизатором двух сезонов реалити-шоу ROCKSTAR на телеканале CBS, в которых участвовали группы INXS и SUPERNOVA с Брук Бёрк. Дейв и его группа Panic Channel выпустили альбом в августе 2006 года, они гастролировали с группой SUPERNOVA с января по февраль 2007 года. За это время Дэйв запустил свою собственную интернет-радиостанцию SPREAD RADIO LIVE. Вскоре он организовал собственное интернет-ток-шоу, названное Dave Navarro’s SPREAD TV, которое транслировалась на Maniatv.com и в настоящее время доступно для скачивания на ITunes. Центральными темами шоу были различные авангардные субъекты, артистизм и условия жизни человека. Видеозаписи этого шоу также доступны на его личном YouTube канале.
В 2007 году Наварро совместно с порностудией Теры Патрик «Teravision» снял свой первый фильм для взрослых при участии порноактрисы Саши Грей, ставший первым в серии фильмов, режиссёрами которых будут выступать знаменитости. Эта работа завоевала приз в номинации «Best High End All-Sex Release» на церемонии AVN Awards в 2008 году. Наварро также участвовал в первом и втором сезонах сериала «Z Rock» с бруклинской группой «ZO2».
В 2008 году группа Jane’s Addiction воссоединились в оригинальном составе. Это событие широко освещалось в прессе, в частности, журнал New Musical Express присудил группе премию «Godlike Genius Award for Services to Music». Вскоре после первого за 17 лет совместного выступления на церемонии «New Musical Express Awards» в Лос-Анджелесе группа связалась с Трентом Резнором, лидером группы Nine Inch Nails. Трент работал с Jane’s Addiction в своей студии, вместе они сделали ремиксы и перезаписали две старые песни — «Chip Away» и «Whores» (они впервые появились на дебютном альбоме группы), которые опубликовали в интернете. В 2009 году, после студийной работы, последовало совместное турне двух групп Amphitheater tour. Фанаты остроумно прозвали этот тур NIN/JA Tour.
В августе 2009 года Наварро гастролировал по Южной Калифорнии вместе с проектом Билли Коргана «Spirits in the Sky».

### С 2010
В 2021 году Наварро и Кидис появились на сцене вместе, исполнив песню Лу Рида «Walk on the Wild Side».

## Дискография
Jane's Addiction
- 1987 Jane’s Addiction
- 1988 Nothing's Shocking
- 1990 Ritual de lo Habitual
- 1997 Kettle Whistle
- 2003 Strays
- 2006 Up From the Catacombs — The Best of
- 2009 A Cabinet of Curiosities (Бокс-сет)
- 2011 The Great Escape Artist

Deconstruction
- 1994 Deconstruction

Red Hot Chili Peppers
- 1995 One Hot Minute
- 1996 Love Rollercoaster

Nine Inch Nails
- 1995 — Further Down The Spiral — гитара на «Piggy (Nothing Can Stop Me Now)»
- 2016 — Not the Actual Events — гитара на «Burning Bright (Field on Fire)»

Сольные
- 1995 Rhimorse
- 2001 Trust No One
- «Rexall»: U.S. Modern Rock Tracks #12, U.S. Mainstream Rock Tracks #9
- «Hungry»: U.S. Modern Rock Tracks #24, U.S. Mainstream Rock Tracks #38

Аланис Мориссетт
- 1995 Jagged Little Pill — гитара на «You Oughta Know»

Marilyn Manson
- 1998 — Mechanical Animals — соло-гитара на «I Don't Like The Drugs (But The Drugs Like Me)»

Guns N' Roses
- 1999 «End of Days OST»

P.Diddy
- 2001 The Saga Continues... — гитара на «Bad Boy for Life»

Кристина Агилера
- 2002 Stripped — гитара на «Fighter»

Джин Симмонс
- 2004 «Asshole» — гитара на «Firestarter» (The Prodigy кавер)

Гленн Хьюз
- 2005 Soul Mover

Томми Ли
- 2005 Tommyland: The Ride — соло-гитара на «Tired»

The Panic Channel
- 2006 (ONe)

Shwayze
- 2008 Shwayze — соло-гитара на «Flashlight

Grey Daze
- 2022 The Phoenix (альбом Grey Daze) - соло-гитара на Holding You

## Факты
- Двоюродный брат Дэйва, Дэн Наварро, известен как сооснователь фолк-рокового дуэта Lowen and Navarro.
- Снимался в сериале «Сыны анархии» в роли Аркадио.